# Persicula pulchella
Persicula pulchella là một loài ốc biển, là động vật thân mềm chân bụng sống ở biển trong họ Cystiscidae.

## Miêu tả
Loài này có kích thước giữa 5 mm and 7 mm

## Phân bố
Chúng phân bố ở Ấn Độ Dương dọc theo Madagascar và Tây Úc.